# ارتش ضد ژاپنی مردم مالایا
ارتش ضد ژاپنی مردم مالایا (چینی: 马来亚人民抗日军) یک ارتش چریکی کمونیست، مارکسیسم–لنینیسم بود که در برابر تصرف  مالایا توسط ژاپن (۱۹۴۱–۱۹۴۵) مقاومت می‌کرد.